# ファブリス・ベニシュ
ファブリス・ベニシュ（Fabrice Benichou、1966年4月5日 - ）は、スペイン出身のフランスの男性プロボクサー。マドリード出身。元IBF世界スーパーバンタム級王者。

## 来歴
1984年7月19日、プロデビューを果たし6回判定勝ちで白星でデビューを飾った。
1988年1月30日、チェリー・ジェイコブとEBUヨーロッパバンタム級王座決定戦を行い、9回KO勝ちで王座獲得に成功した。
1988年4月13日、ビセンゾ・ベルカストロと対戦し3回KO負けで王座から陥落した。
1988年9月26日、ウール＝エ＝ロワール県のパライス・デス・スポーツでIBF世界スーパーバンタム級王者ホセ・サナブリアと対戦し10回2分50秒逆転負傷TKO負けで王座獲得に失敗した。
1989年3月10日、ホセ・サナブリアと再戦し、12回2-1の判定勝ちで6か月前のリベンジに成功と王座獲得に成功した。
1989年6月10日、フランシエ・バーデンホルストとイタリアラツィオのパラゼッロ・デッロ・スポートで対戦し5回40秒TKO勝ちで初防衛に成功した。
1989年10月7日、ラモン・クルスと対戦し12回3-0の判定勝ちで2度目の防衛に成功した。
1990年3月10日、イスラエルテルアビブのヒルトン・テルアビブでウェルカム・ニシタと対戦し12回0-3の判定負けで3度目の防衛に失敗し王座から陥落した。
1990年10月18日、WBA世界スーパーバンタム級王者ルイス・メンドーサと対戦し12回1-2の判定負けでIBFに続く王座獲得に失敗した。
1991年5月25日、ジョン・デービーソンとEBUヨーロッパフェザー級王座決定戦を行い、12回3-0の判定勝ちで王座獲得に成功した。
1991年8月9日、サルバトール・ボッティングリエリと対戦し8回TKO勝ちで初防衛に成功した。
1991年11月15日、ビセンゾ・リマトーラと対戦し10回TKO勝ちで2度目の防衛に成功した。
1992年3月14日、IBF世界フェザー級王者マヌエル・メディナと対戦し12回1-2の判定勝ちで2階級制覇に失敗した。
1992年5月29日、ジョン・デービーソンとリマッチを行い12回3-0の判定勝ちで3度目の防衛に成功した。
1992年9月12日、WBC世界フェザー級王者ポール・ホドキンソンと対戦し10回1分35秒TKO負けで2階級制覇に失敗した。
1992年12月18日、元WBO世界フェザー級王者マウリシオ・ステッカと対戦し12回0-2の判定負けでEBU王座4度目の防衛に失敗し王座から陥落した。
1995年4月29日、フランスフェザー級王者アルリンド・デ・アブレウと対戦し10回1-2の判定負けで王座獲得に失敗した。
1998年1月31日、ロンドンのリー・バレー・レジャー・センターでEBUヨーロッパスーパーバンタム級王者スペンサー・オリバーと対戦し4回2分16秒TKO負けで王座獲得に失敗した。
2005年12月3日、ベニシュ7年振りの現役復帰。エドゥアルド・ジュリオと対戦し4回19秒TKO勝ちで復帰戦を白星で飾った。
2006年9月30日、WBCラテンアメリカフェザー級王者ホルヘ・サムディオと対戦し4回終了時TKO負けで王座獲得に失敗したのを最後に現役を引退した。

## 獲得タイトル
- EBUヨーロッパバンタム級王座
- EBUヨーロッパフェザー級王座
- 第6代IBF世界スーパーバンタム級王座（防衛2）